# I Made
I Made — второй мини-альбом южнокорейской гёрл-группы (G)I-dle. Альбом был выпущен в цифровом и физическом виде 26 февраля 2019 года Cube Entertainment. Альбом содержит пять треков, включая ведущий сингл «Senorita», который был написал участницей группы Соён и продюсером Big Sancho.

## Предпосылки и релиз
10 февраля 2019 года Cube Entertainment объявил через SNS, что группа выпустит свой второй мини-альбом, I Made 26 февраля 2019 года.
11 февраля они выпустили график продвижения альбома. 13 февраля был обнародован трек-лист. Альбом содержит пять песен с заглавным синглом «Senorita». Участница Минни участвовала в создании альбома. 20 февраля был выпущен звуковой фрагмент, за которым последовали видео-тизеры.
Альбом был выпущен 26 февраля через несколько музыкальных порталов в Южной Корее, а физический альбом был выпущен на следующий день.

## Продвижение
В преддверии своего возвращения Cube Entertainment выпустил специальную фотокарту, которую можно приобрести только в 20Space.
(G)I-DLE провели шоукейс в Blue Square Samsung Card Hall в Ханнам-Донге, Сеул, до выпуска альбома 26 февраля, где они исполнили «Senorita» вместе с «Blow Your Mind». В тот же день у них была прямая трансляция в V Live, чтобы отпраздновать свое возвращение с поклонниками.
Группа начала продвигать «Senorita» 27 февраля на Music Show Champion.

### Put It Straight (Nightmare version)
«Put It Straight (Nightmare version)» (кор. 싫다고 말해 (Nightmare Version)) — это перекомпонованная балладная песня, которая выразила совершенно другую атмосферу по сравнению с оригинальной песней. (G)I-DLE исполнили в 8 эпизоде Queendom. Группа привлекла внимание зрителей контрастом красных платьев, танцующих с босыми ногами, и грязной красной помады своими руками, дающей эффект кровотечения. Кроме того, они получили много похвалы и достигли миллиона просмотров после 14 часов после эфира. Говорят, что «родилась еще одна легенда, с идеальным выступлением, выражающим гнев в грусти и детальной эмоциональной игрой участников». Позже выяснилось, что в выступлении использовалась губная помада Sol LaLa Bla от Touch.
18 октября песня была выпущена Stone Music Entertainment и распространена компанией Genie Music. Они также выпустили хореографическое видео «Put It Straight» (версия для Хэллоуина) в качестве подарка для своих поклонников.

## Видеоклип
До последнего эпизода To Neverland, (G)I-dle выпустили самостоятельное музыкальное видео для Минни, сочинённой песни «Blow Your Mind» 19 февраля. Клип был выпущен через канал M2.
26 февраля «Senorita» была выпущена вместе со своим музыкальным видео. Музыкальное видео превысило пять миллионов просмотров в течение 21 часа после его выпуска.

## Трек-лист
| №                   | Название                        | Текст песни            | Музыка                        | Arrangement            | Длительность |
| ------------------- | ------------------------------- | ---------------------- | ----------------------------- | ---------------------- | ------------ |
| 1.                  | «Senorita»                      | Soyeon                 | Чон Соён Big Sancho           | Соён Big Sancho        | 3:17         |
| 2.                  | «What's Your Name»              | Soyeon                 | Soyeon Min Lee "collapsedone" | Min Lee "collapsedone" | 3:09         |
| 3.                  | «Put It Straight» (싫다고_말해) | Soyeon                 | Soyeon                        | Соён HouDini           | 3:56         |
| 4.                  | «Give Me Your» (주세요)         | Soyeon                 | Soyeon HouDini                | Соён HouDini           | 3:40         |
| 5.                  | «Blow Your Mind»                | Minnie FlowBlow Soyeon | Minnie FlowBlow               | FlowBlow Минни         | 2:49         |
| Общая длительность: | Общая длительность:             | Общая длительность:    | Общая длительность:           | Общая длительность:    | 16:51        |

## Чарты
| Чарты (2019)               | Пиковые позиции |
| -------------------------- | --------------- |
| South Korean Albums (Gaon) | 2               |
| US World Album (Billboard) | 5               |